# Island Park (New York)
Island Park est un village du comté de Nassau, dans l'État de New York, aux États-Unis,. En 2010, il comptait une population de 2 032 habitants.

## Démographie
Lors du recensement de 2010, le village comptait une population de 2 032 habitants. Elle est estimée, en 2019, à 4 886 habitants.